# Bernulf Bruckner

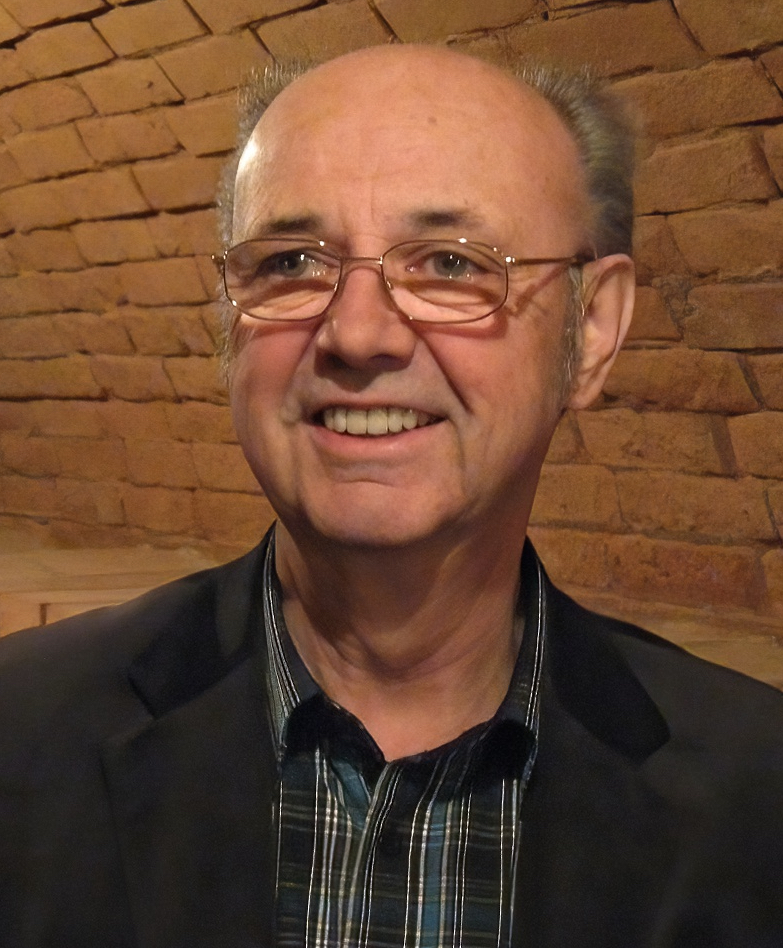
Bernulf Bruckner, 2012

Bernulf Bruckner (* 26. Juni 1944 in Mautern an der Donau) ist ein österreichischer Autor und Journalist sowie Veranstalter und Leiter von Weinseminaren.

## Leben
Nach seiner schulischen Ausbildung war Bernulf Bruckner ab 1964 in der Textilindustrie tätig. Bei der Eybl Textilwerke AG in Krems an der Donau war er Produktmanager mit Prokura, Vertriebsleiter und zuletzt bis 1994 Spartenleiter. Von 1995 bis Ende 1996 war er Prokurist beim Textilunternehmen Sani-Deco in St. Pölten, ehe er sich beruflich völlig neu orientierte und in die Weinbranche umstieg. Zu diesem Zweck hatte er zunächst einen Sommelierkurs absolviert und sodann autodidaktisch umfängliche Studien betrieben.
Von Ende 1996 bis Ende 1997 war er Direktor des Weinkollegs Kloster Und in Krems an der Donau, anschließend machte er sich als Veranstalter von Weinseminaren und sonstigen Veranstaltungen zum Thema Wein selbstständig. 1997 gründete er sein Unternehmen „Wein-Consulting“ mit laufendem Seminarbetrieb im Weinkolleg Kloster Und. 2003 verlegte er den mittlerweile intensivierten Seminarbetrieb ins Langenloiser Fremdenverkehrszentrum „Ursin Haus“. Er unterrichtete weiters im gesamten deutschsprachigen Raum in zahlreichen Institutionen wie WIFI, Akademie der Wirtschaftstreuhänder, am Managementinstitut der Industrie, in diversen Volkshochschulen, beim Europäischen Forum Alpbach, in der Schweizer Handelsdelegation in Zürich, in diversen Industrie- und Handelsbetrieben etc. Von 1998 bis 2022 haben mehr als 30.000 Teilnehmer seine Seminare, Kurse und sonstigen Veranstaltungen zum Thema Wein besucht. Außerdem war Bruckner Vortragender an der Österreichischen Weinakademie. Seit 1996 war er zudem Sachverständiger für die Ermittlung des Verkehrswertes von Lagerweinen.
Ab den 1980er-Jahren trat Bernulf Bruckner publizistisch zum Thema Wein hervor. Über die Veröffentlichung von Büchern hinaus machte er sich als Autor und freier Journalist mit Publikationen in diversen Fachzeitschriften und Sammelwerken einen Namen. Seit 1999 ist er Redaktionsmitglied bei der Fachzeitschrift Vinaria. Über die Jahre hinweg war Bruckner gefragter Kommentator im Radio und Fernsehen zum Thema Wein.
Nachdem er infolge seiner Vortragstätigkeit schon seit geraumer Zeit – auch in der Berichterstattung von Medien – als „Weinprofessor“ bezeichnet worden war, verlieh ihm 2007 die Republik Österreich offiziell den Berufstitel „Professor“. Für seine langjährige weinkulturelle Tätigkeit wurden ihm darüber hinaus noch weitere hochrangige Auszeichnungen zuteil. Die österreichische Weinwirtschaft ehrte ihn mit der höchsten Auszeichnung, die sie zu vergeben hat, namentlich mit dem „Bacchus-Preis“. Als Mitbegründer des Vereins für Zauberkunst „Die Magische Zehn“ im Jahr 1968 erhielt Bernulf Bruckner im August 2022 den Ehrenring des Vereins verliehen. Über seine hobbymäßige Betätigung als Magier – sowohl in Sachen Tischmagie wie auch als Manipulator auf der Bühne – hinaus galt seine Leidenschaft der Poesie. Eine Auswahl seiner jahrelang in der Vinaria-Kolumne „Theophil“ abgedruckten vinophilen Verse brachte er 2006 unter dem Titel „Onkel Theophils heitere Weinbriefe“ als Buch heraus. 2019 folgte der Band „Schüttelfieber. Heitere Schüttelreime über Wein und anderes Wichtiges“.

## Auszeichnungen und Ehrungen
- 2001: Große Ehrennadel der Stadt Krems in Gold[1]
- 2004: Österreichischer Literaturpreis „Vinum et Litterae“[1]
- 2005: Bacchus-Preis[1][11]
- 2007: Verleihung des Berufstitels „Professor“ durch die Republik Österreich[6]
- 2014: Goldenes Ehrenzeichen für Verdienste um das Bundesland Niederösterreich[12]
- 2022: Ehrenring des Vereins „Die Magische Zehn“[8]

## Schriften (Auswahl)
- Weinbrevier. Der heitere Einstieg in die Welt des Weines. Edition Zeit und Wort (Verlag NÖ Pressehaus) St. Pölten 1988, ISBN 3-85326-858-7; später: Österreichischer Agrarverlag, 4. Auflage, Wien 2000, ISBN 3-7040-1648-9.
- Das ABC der Weinsprache. Edition Zeit und Wort (Verlag NÖ Pressehaus), St. Pölten 1991, ISBN 3-900884-01-3; später: Österreichischer Agrarverlag, 3. Aufl., Wien 2000, ISBN 3-7040-1610-1.
- Weinkost. Eine Persiflage auf echte und selbsternannte Kostexperten. Verlag NÖ Pressehaus, St. Pölten/Wien 1994, ISBN 3-85326-005-5; später: Österreichischer Agrarverlag, 2. Aufl., Wien 2000, ISBN 3-7040-1640-3.
- Selbsteinsichten. In: Tausend Jahre Krems. Ein Jubiläumsbuch. Hrsg. von Harry Kühnel und Franz Schönfellner, Jugend und Volk/Edition Wien/Dachs Verlag, Wien 1995, S. 137–139.
- Der Weinkenner e.h. Leitfaden zur Weinkennerschaft. Österreichischer Agrarverlag, Wien 1997, ISBN 3-7040-1559-8.
- Weinwelten. Über den „Welt-liner“ und andere Rebensäfte. Österreichischer Agrarverlag, Wien 2001, ISBN 3-7040-1822-8.
- Der Weinpfarrer Denk. Beichtgespräche mit dem Oberhirten des Weines. Verlag NÖ. Pressehaus, St. Pölten/Wien 2002, ISBN 3-85326-176-0.
- Onkel Theophils heitere Weinbriefe. Ein vergnüglicher Exkurs für Weinkenner. LW Werbe- und VerlagsgesmbH., St. Pölten 2006, ISBN 3-9501760-7-1.
- Schüttelfieber. Heitere Schüttelreime über Wein und anderes Wichtiges. LW Werbe- und VerlagsgesmbH., Krems/Wien 2019, ISBN 978-3-9504163-7-4.